# ساوث دوس بالوس (كاليفورنيا)
ساوث دوس بالوس (بالإنجليزية: South Dos Palos CDP, California)‏ هي منطقة سكنية تقع بولاية كاليفورنيا في الولايات المتحدة. تبلغ مساحتها 3.975 كم2، وترتفع عن سطح البحر 36 م، بلغ عدد سكانها 1,620 نسمة في عام 2010 حسب إحصاء مكتب تعداد الولايات المتحدة وتصل الكثافة السكانية فيها 407.5 نسمة لكل كيلومتر مربع (1,055.4/ميل2).

## التركيبة السكانية
حدّد مكتب تعداد الولايات المتحدة بيانات التركيبة السكانية لساوث دوس بالوس في تعداد الولايات المتحدة. في ما يلي، التركيبة السكانية حسب تعدادي 2000 و2010.

### تعداد عام 2000
بلغ عدد سكان ساوث دوس بالوس 1,385 نسمة بحسب تعداد عام 2000، وبلغ عدد الأسر 342 أسرة وعدد العائلات 287 عائلة مقيمة في المنطقة السكنية. في حين سجلت الكثافة السكانية 348.4 نسمة لكل كيلومتر مربع (902.4/ميل2). وبلغ عدد الوحدات السكنية 365 وحدة بمتوسط كثافة قدره 91.8 لكل كيلومتر مربع (237.8/ميل2).
وتوزع التركيب العرقي للمنطقة السكنية بنسبة 45.78% من البيض و16.03% من الأمريكيين الأفارقة و1.95% من الأمريكيين الأصليين و31.62% من الأعراق الأخرى و4.62% من عرقين مختلطين أو أكثر و74.15% من الهسبانيون أو اللاتينيون من أي عرق.
بلغ عدد الأسر 342 أسرة كانت نسبة 65.2% منها لديها أطفال تحت سن الثامنة عشر تعيش معهم، وبلغت نسبة الأزواج القاطنين مع بعضهم البعض 52% من أصل المجموع الكلي للأسر، ونسبة 24.3% من الأسر كان لديها معيلات من الإناث دون وجود شريك،  بينما كانت نسبة 7.6% من الأسر لديها معيلون من الذكور دون وجود شريكة وكانت نسبة 16.1% من غير العائلات. تألفت نسبة 13.2% من أصل جميع الأسر من عدة أفراد يعيشون في نفس المنزل ونسبة 7.3% كانت تتألف من شخص يعيش بمفرده يبلغ من العمر 65 عاماً أو أكثر. وبلغ متوسط حجم الأسرة المعيشية 4.05، أما متوسط حجم العائلات فبلغ 4.41.
بلغ العمر الوسطي للسكان 22.6 عاماً. وكانت نسبة 41.7% من القاطنين تحت سن الثامنة عشر، وكانت نسبة 11.9% بين الثامنة عشر والرابعة والعشرين عاماً، ونسبة 25.4% كانت واقعةً في الفئة العمرية ما بين الخامسة والعشرين والرابعة والأربعين عاماً، ونسبة 14.1% كانت ما بين الخامسة والأربعين والرابعة والستين، ونسبة 6.9% كانت ضمن فئة الخامسة والستين عاماً فما فوق. يوجد لكل 100 أنثى 91.8 ذكر، ويوجد لكل 100 أنثى في الثامنة عشر من عمرها فما فوق 90.8 ذكر.
بلغ متوسط دخل الأسرة في المنطقة السكنية 18,500 دولارًا، أما متوسط دخل العائلة فبلغ 23,365 دولارًا. وكان متوسط دخل الذكور 20,417 دولارًا مقابل 12,357 دولارًا للإناث. وسجل دخل الفرد الخاص بالمنطقة السكنية 7,170 دولارًا. وكانت نسبة 44.6% من العائلات ونسبة 42.2% من السكان تحت خط الفقر، وكان من هؤلاء نسبة 48% تحت سن الثامنة عشر ونسبة 14.5% في الخامسة والستين من العمر وما فوق.

### تعداد عام 2010
بلغ عدد سكان ساوث دوس بالوس 1,620 نسمة بحسب تعداد عام 2010، وبلغ عدد الأسر 426 أسرة وعدد العائلات 370 عائلة مقيمة في المنطقة السكنية. في حين سجلت الكثافة السكانية 407.5 نسمة لكل كيلومتر مربع (1,055.4/ميل2). وبلغ عدد الوحدات السكنية 488 وحدة بمتوسط كثافة قدره 122.8 لكل كيلومتر مربع (318.1/ميل2).
وتوزع التركيب العرقي للمنطقة السكنية بنسبة 49.94% من البيض و8.33% من الأمريكيين الأفارقة و1.30% من الأمريكيين الأصليين و2.22% من الأمريكيين ذوي الأصول الآسيوية و0.62% من سكان جزر المحيط الهادئ و34.07% من الأعراق الأخرى و3.52% من عرقين مختلطين أو أكثر و77.90% من الهسبانيون أو اللاتينيون من أي عرق.
بلغ عدد الأسر 426 أسرة كانت نسبة 60.3% منها لديها أطفال تحت سن الثامنة عشر تعيش معهم، وبلغت نسبة الأزواج القاطنين مع بعضهم البعض 53.5% من أصل المجموع الكلي للأسر، ونسبة 24.9% من الأسر كان لديها معيلات من الإناث دون وجود شريك،  بينما كانت نسبة 8.5% من الأسر لديها معيلون من الذكور دون وجود شريكة وكانت نسبة 13.1% من غير العائلات. تألفت نسبة 11% من أصل جميع الأسر من عدة أفراد يعيشون في نفس المنزل ونسبة 3.3% كانت تتألف من شخص يعيش بمفرده يبلغ من العمر 65 عاماً أو أكثر. وبلغ متوسط حجم الأسرة المعيشية 3.80، أما متوسط حجم العائلات فبلغ 4.02.
بلغ العمر الوسطي للسكان 25.8 عاماً. وكانت نسبة 37.1% من القاطنين تحت سن الثامنة عشر، وكانت نسبة 12.2% بين الثامنة عشر والرابعة والعشرين عاماً، ونسبة 24.9% كانت واقعةً في الفئة العمرية ما بين الخامسة والعشرين والرابعة والأربعين عاماً، ونسبة 19.4% كانت ما بين الخامسة والأربعين والرابعة والستين، ونسبة 6.4% كانت ضمن فئة الخامسة والستين عاماً فما فوق. وتوزع التركيب الجنسي للسكان بنسبة 50.1% ذكور و49.9% إناث.